# Назидательные новеллы
«Назидательные новеллы» (исп. Novelas ejemplares) — двенадцать небольших произведений, написанных Мигелем де Сервантесом между 1590 и 1612 годами и напечатанные отдельным сборником в Мадриде в 1613 году.
Новеллы носят поучительный характер (отсюда и название «назидательные»).
Обычно их подразделяют на две группы: идеализированного и реалистического характеров.
Первые были самыми популярными новеллами в то время. К ним относят следующие новеллы: «Великодушный поклонник», «Две девицы», «Английская испанка», «Сеньора Корнелия», «Сила крови». Новеллы реалистического характера рассказывают о реальных людях и реальном мире, нередко с умышленным порицанием. К ним относят новеллы: «Ринконете и Кортадильо», «Лиценциат Видриера», «Цыганочка», «Обманная свадьба» (которая непосредственно перетекает в «Новелла о беседе собак»), «Высокородная судомойка». Тем не менее, чёткого подразделения нет.
Новеллы «Безрассудно-любопытный» и «Пленник» включены Сервантесом в первую часть «Дон Кихота». Там же упоминается рукопись «Ринконете и Кортадильо», обнаруженная одним из героев.
Существует также приписываемая Сервантесу новелла «Подставная тётка».
В честь героини новеллы «Цыганочка» назван астероид (529) Прециоза, открытый в 1904 году немецким астрономом Максом Вольфом.

## Список новелл
- Цыганочка
- Великодушный поклонник
- Ринконете и Кортадильо
- Английская испанка
- Лиценциат Видриера
- Сила крови
- Ревнивый эстремадурец
- Высокородная судомойка
- Две девицы
- Сеньора Корнелия
- Обманная свадьба
- Новелла о беседе собак

## Издания на русском языке
- Сервантес Сааведра М. Назидательные новеллы / Пер. и прим. Б. А. Кржевского; Вступ. ст. Ф. В. Кельина; Гравюры на дереве С. Д. Епифанов; Стихи в пер. М. Л. Лозинского. — М.; Л.: Academia, 1935. — Т. 1. — 361 с. — (Испанская и португальская литературы).
- Сервантес Сааведра М. Назидательные новеллы / Пер. и прим. Б. А. Кржевского; Вступ. ст. Ф. В. Кельина; Гравюры на дереве С. Д. Епифанов; Стихи в пер. М. Л. Лозинского. — М.; Л.: Academia, 1935. — Т. 2. — 399 с. — (Испанская и португальская литературы).
- Сервантес Сааведра М. Собрание сочинений: В 5 томах / под ред. Ф. В. Кельина. — М.: Правда, 1961. — Т. 3: Назидательные новеллы. — 471 с. — (Библиотека «Огонёк»).
- Сервантес Сааведра М. Собрание сочинений: В 5 томах / под ред. Ф. В. Кельина. — М.: Правда, 1961. — Т. 4: Назидательные новеллы. Послание к Матео Васкесу. Галатея. Путешествие на Парнас. Драматические произведения. — 463 с. — (Библиотека «Огонёк»).
- Сервантес Сааведра М. Назидательные новеллы / Пер. и прим. Б. А. Кржевского; Вступ. ст. Г. Степанова; Стихи в пер. М. Л. Лозинского. — М.: Художественная литература, 1982. — 320 с. — (Классики и современники. Зарубежная литература).
- Сервантес Сааведра М. Назидательные новеллы / Изд. подг. С. И. Пискунова, М. Е. Смирнова, Т. И. Пигарёва. — Том I. — М.: Ладомир; Наука, 2020. — 548 с.
- Сервантес Сааведра М. Назидательные новеллы / Изд. подг. С. И. Пискунова, М. Е. Смирнова, Т. И. Пигарёва. — Том II. — М.:Ладомир; Наука, 2020. — 404 с.

## Исследования
- Буранок О. М. Первый перевод Сервантеса в русской литературе XVIII в.: «назидательная новелла» «Сеньора Корнелия» // Известия Самарского научного центра Российской академии наук. — 2012. — Т. 14, № 2—3. — С. 706—709.
- Державин К. Н. Сервантес: Жизнь и творчество. — М.: Гослитиздат, 1958. — 743 с.
- Карлос М. И. «Назидательные новеллы» Сервантеса: подходы к чтению и интерпретации // Новый филологический вестник. — 2014. — № 2 (29). — С. 53—62.
- Кельин Ф. В. Сервантес // Сервантес Сааведра М. Собрание сочинений: в 5 томах / под ред. Ф. В. Кельина. — М.: Правда, 1961. — Т. 1: Дон Кихот Ламанчский. — С. 3—34. — 599 с.
- Красноглазов А. Б. Сервантес. — М.: Молодая гвардия, 2003. — 300 с. — (Жизнь замечательных людей). — ISBN 5-235-02556-3.
- Кржевский Б. А. Сервантес и его новеллы (1616–1916) // Северные записки. — 1916. — Апрель-май. — С. XXIX–XXXIX.
- Лозинская Е. В. Новые исследования о «Назидательных новеллах» Сервантеса. (Сводный реферат) // Социальные и гуманитарные науки. Отечественная и зарубежная литература. Сер. 7, Литературоведение: Реферативный журнал. — 2004. — № 4. — С. 75—82.
- Смирнова М. Б. Непереводимое и непереведённое остроумие «Назидательных новелл» Сервантеса // Шаги/Steps. — 2019. — Т. 5, № 3. — С. 125—137. — doi:10.22394/2412-9410-2019-5-3-125-137.
- Смирнова М. Б. О переводе и научном комментировании «Назидательных новелл» М. де Сервантеса // Вестник Литературного института имени А. М. Горького. — 2016. — № 4. — С. 21—27.